# Mistrzostwa Świata w Łucznictwie 1999
40. Mistrzostwa Świata w Łucznictwie odbyły się między 22 a 29 lipca 1999 w Riom we Francji. Organizatorem była Międzynarodowa Federacja Łucznicza. 

## Medaliści

### Strzelanie z łuku klasycznego
| Konkurencja            | Złoto                                                             | Srebro                                                        | Brąz                                                           |
| Indywidualnie kobiet   | Lee Eun-kyung                                                     | Alison Williamson                                             | Kim Jo-sun                                                     |
| Indywidualnie mężczyzn | Hong Sung-chil                                                    | Jari Lipponen                                                 | Lionel Torres                                                  |
| Drużynowo kobiet       | Włochy · Giovanna Aldegani · Christina Ioriatti · Natalia Valeeva | Chiny · Lin Sang · Yu Hui · He Ying                           | Niemcy · Britta Buehren · Wiebke Nulle · Barbara Mensing       |
| Drużynowo mężczyzn     | Włochy · Matteo Bisiani · Michele Frangilli · Ilario Di Buò       | Korea Południowa · Hong Sung-chil · Kim Bo-ram · Jang Yong-ho | Stany Zjednoczone · Jay Barrs · Vic Wunderle · Richard Johnson |

### Strzelanie z łuku bloczkowego
| Konkurencja            | Złoto                                                           | Srebro                                                   | Brąz                                                            |
| Indywidualnie kobiet   | Cathérine Pellen                                                | Shish Ya-ping                                            | Fabiola Palazzini                                               |
| Indywidualnie mężczyzn | Dave Cousins                                                    | Stephen Gooden                                           | Tibor Ondrik                                                    |
| Drużynowo kobiet       | Chińskie Tajpej · Shish Ya-ping · Huang Chong-yu · Shih Pei-yi  | Holandia · Marjon Pigney · Irma Luyting · Annemarie Puts | Niemcy · Bettina Thiele · Christina Knoebel · Astrid Haehnschen |
| Drużynowo mężczyzn     | Stany Zjednoczone · Dave Cousins · Logan Wilde · Lawrence Wilde | Węgry · Tibor Ondrik · Antal Szokol · Janos Povaszan     | Wielka Brytania · Chris White · Michael Peart · Stephen Gooden  |

## Klasyfikacja medalowa
| Lp. | Państwo           | Złoto | Srebro | Brąz | Razem |
| 1.  | Korea Południowa  | 2     | 1      | 1    | 4     |
| 2.  | Stany Zjednoczone | 2     | 0      | 1    | 3     |
| 2.  | Włochy            | 2     | 0      | 1    | 3     |
| 4.  | Chińskie Tajpej   | 1     | 1      | 0    | 2     |
| 5.  | Francja           | 1     | 0      | 1    | 2     |
| 6.  | Wielka Brytania   | 0     | 2      | 1    | 3     |
| 7.  | Węgry             | 0     | 1      | 1    | 2     |
| 8.  | Chiny             | 0     | 1      | 0    | 1     |
| 8.  | Finlandia         | 0     | 1      | 0    | 1     |
| 8.  | Holandia          | 0     | 1      | 0    | 1     |
| 11. | Niemcy            | 0     | 0      | 2    | 2     |